# بهشتی تبریزی
میرزا رحیم بهشتی تبریزی (مرگ: ۱۹۳۲ در تبریز) شاعر و پزشک تبریزی بود. او شاگرد لعلی تبریزی بود و علاوه بر نگارش شعر و متون ادبی، کتاب‌های علمی نیز نوشته‌است. او در تبریز به دنیا آمده و در همان شهر نیز وفات یافت.